# کوتروفیانو
کوتروفیانو (به ایتالیایی: Cutrofiano) یک کومونه در ایتالیا است که در استان لچه واقع شده‌است.

## خصوصیات
کوتروفیانو ۵۵ کیلومترمربع مساحت و ۹٬۲۷۳ نفر جمعیت دارد و ۸۱ متر بالاتر از سطح دریا واقع شده‌است.